# Messor hellenius
Messor hellenius är en myrart som beskrevs av Agosti och Cedric A. Collingwood 1987. Messor hellenius ingår i släktet Messor och familjen myror. Inga underarter finns listade i Catalogue of Life.